# Macronema parvum
Macronema parvum is een schietmot uit de familie Hydropsychidae. De soort komt voor in het Neotropisch gebied.